# Gorenbroek
Het Gorenbroek is de naam van een natuurgebied dat zich bevindt in de Belgische gemeente Halen, meer bepaald in de deelgemeente Zelem. 
Het gebied is eigendom van de Vlaamse Gemeenschap. Het maakt deel uit van het Vlaams Natuurreservaat Webbekomsbroek-Borchbeemden, een aangesloten geheel van 397 ha, beheerd door het Vlaams Agentschap voor Natuur en Bos. Daarbij horen naast het Webbekoms Broek ook Sint-Jansberg, Rotbroek, het Diesters Broek en het Schaffens Broek.
Het gebied is Europees beschermd als onderdeel van Natura 2000-gebied 'Demervallei' (BE2400014).
Het gebied bestaat uit een venig, zeer nat, maar sterk verruigd hooilandschap. Onder andere door de sterke verruiging zijn een aantal belangrijke botanische waarden die in het verleden voorkwamen in het gebied erg achteruit gegaan. Enkele percelen die in beheer zijn gebleven, herbergen nog belangrijke soorten.